# R.F.C. Seraing (1922)
RFC Seraing là một câu lạc bộ bóng đá Bỉ thành lập ở Seraing, Liège. Hiện tại, họ đang thi đấu ở Giải bóng đá vô địch quốc gia Bỉ. Stade du Pairay là sân nhà của họ.

## Lịch sử
Câu lạc bộ được thành lập vào đầu thế kỷ 20 với tên RFC Bressoux, đăng ký với Hiệp hội bóng đá Hoàng gia Bỉ theo số nhận dạng 23, nhưng đổi tên thành Royale Union Liégeoise vào năm 1992 sau khi sáp nhập. Theo mặc định của R.F.C. Seraing vào năm 1996, câu lạc bộ một lần nữa đổi tên thành Seraing RUL và bắt đầu thi đấu tại sân vận động Stade du Pairay, nơi đội trước đây thi đấu cho đến khi giải thể. Tuy nhiên, đó là một câu lạc bộ hoàn toàn khác biệt với RFC Seraing trước đây. Seraing RUL khi đó đang chơi ở cấp độ thứ tư của bóng đá Bỉ. Câu lạc bộ sẽ vẫn thi đấu ở các cấp độ thấp hơn của bóng đá Bỉ, không bao giờ cao hơn cấp độ thứ ba. Vào năm 2006, câu lạc bộ này đổi tên thành RFC Seraing, nhưng đội ngày càng thi đấu sa sút, thậm chí xuống hạng 5 vào năm 2014, tại thời điểm đó, câu lạc bộ này đã mua bản quyền (và địa điểm) của một câu lạc bộ khác (Boussu Dour Borinage) đổi chỗ cho nhau. Kết quả là, câu lạc bộ hiện có số điểm 167 (số 23 hiện thuộc về Boussu Dour Borinage) và có thể ngay lập tức tăng 3 cấp và bắt đầu mùa giải 2014–15 ở Giải hạng hai Bỉ. Đội bắt đầu bằng tên mới Seraing United, nhưng được đổi thành RFC Seraing một mùa giải sau đó. Với cuộc cải cách giải đấu của Bỉ năm 2016, câu lạc bộ đã tụt xuống hạng ba, nhưng đã thăng hạng hai mùa giải liên tiếp 2019–20 và 2020–21 để thi đấu Giải bóng đá vô địch quốc gia Bỉ lần đầu tiên sau 25 năm.

## Danh hiệu
- Belgian Second Division: 2

- 1981–82, 1992–93

## Cầu thủ

### Đội hình hiện tại
Tính đến 6 tháng 9 năm 2023
Ghi chú: Quốc kỳ chỉ đội tuyển quốc gia được xác định rõ trong điều lệ tư cách FIFA. Các cầu thủ có thể giữ hơn một quốc tịch ngoài FIFA.
| Số | VT | Quốc gia               | Cầu thủ                                 |
| -- | -- | ---------------------- | --------------------------------------- |
| 1  | TM | Bỉ                     | Timothy Galjé                           |
| 3  | HV | Cộng hòa Dân chủ Congo | John Nekadio                            |
| 4  | HV | Pháp                   | Marvin Tshibuabua                       |
| 5  | TV | Cameroon               | Stève Mvoué                             |
| 6  | HV | Bỉ                     | Noah Solheid                            |
| 7  | TĐ | Bỉ                     | Noah Serwy                              |
| 8  | HV | Pháp                   | Gerald Kilota                           |
| 9  | TĐ | Sénégal                | Pape Moussa Fall                        |
| 10 | TV | Bỉ                     | Mathieu Cachbach                        |
| 11 | TĐ | Pháp                   | Édouard Soumah-Abbad (cho mượn từ Metz) |
| 14 | TV | Bỉ                     | Valentin Guillaume                      |
| 15 | HV | Sénégal                | Cheikhou Ndiaye                         |
| 16 | TM | Pháp                   | Lucas Margueron                         |
| 17 | HV | Pháp                   | Sandro Trémoulet                        |
| 19 | TĐ | Algérie                | Zakaria Silini                          |
| 22 | TĐ | Guinée                 | Alama Bayo                              |
| 23 | TV | Bỉ                     | Christophe Lepoint                      |

| Số | VT | Quốc gia   | Cầu thủ                           |
| -- | -- | ---------- | --------------------------------- |
| 25 | TV | Sénégal    | Djibril Diarra                    |
| 26 | TĐ | Gabon      | Harrison Ondo-Eyi                 |
| 27 | TV | Pháp       | Sambou Sissoko                    |
| 28 | HV | Bỉ         | Elias Spago                       |
| 29 | HV | Pháp       | Oussmane Kébé (cho mượn từ Metz)  |
| 30 | TM | Bỉ         | Ugo Desille                       |
| 41 | TĐ | Bỉ         | Cameron Manang                    |
| 43 | TV | Algérie    | Maïdine Douane (cho mượn từ Metz) |
| 49 | TV | Sénégal    | Mohamed Camara                    |
| 61 | TM | Sénégal    | Pape Sy                           |
| 65 | TV | Bỉ         | Bassim Boukteb                    |
| 74 | HV | Bỉ         | Joey-Kwan Detienne                |
| 91 | TV | Pháp       | Sonny Perrey                      |
| 97 | TV | Pháp       | Lilian Raillot (cho mượn từ Metz) |
| 99 | HV | Pháp       | Mahamadou Dembélé                 |
| —  | HV | Madagascar | Romain Métanire                   |
| —  | TĐ | Bénin      | Désiré Segbé Azankpo              |

### Cho mượn
Ghi chú: Quốc kỳ chỉ đội tuyển quốc gia được xác định rõ trong điều lệ tư cách FIFA. Các cầu thủ có thể giữ hơn một quốc tịch ngoài FIFA.
| Số | VT | Quốc gia | Cầu thủ                  |
| -- | -- | -------- | ------------------------ |
| —  | HV | Bỉ       | Elias Spago (đến Virton) |

## Ban lãnh đạo đội bóng
Tính đến 1 tháng 7 năm 2022
| Chức vụ              | Tên                                                     |
| -------------------- | ------------------------------------------------------- |
| Chủ tịch             | Mario Franchi                                           |
| Tổng giám đốc        | Philippe Gilis                                          |
| Giám đốc thể thao    | Carlos Freitas                                          |
| HLV Quản lý tạm thời | Jean-Sébastien Legros                                   |
| Trợ lý HLV           | Grégory Proment                                         |
| HLV thủ môn          | Olivier Werner                                          |
| HLV Thể lực          | Dimitri Chevremont                                      |
| Phân tích video      | Loris Viroux                                            |
| Medical Cell Manager | Jean Vervier                                            |
| Bác sĩ               | Martin Schlitz                                          |
| Vật lý trị liệu      | Gauthier Lambrette Maxime Deghaye Thibault Dewingaerden |
| Chủ cửa hàng         | Thierry Coulee                                          |
| Người đại diện đội 1 | José Victoor                                            |
| Huấn luyện viên      | Peter Kerremans                                         |